# David Hubert
David Hubert (ur. 12 lutego 1988 w Uccle) – belgijski piłkarz występujący na pozycji obrońcy. Od 2021 jest zawodnikiem klubu SV Zulte Waregem.
W rozgrywkach Eerste klasse zadebiutował 6 października 2007 roku w meczu z KV Mechelen (2:1). Jego pierwszym spotkaniem w barwach seniorskiej reprezentacji Belgii był mecz przeciwko Turcji, rozegrany 19 maja 2011 roku w ramach eliminacji do Euro 2012.